# روزگار سخت
روزگار سخت (Tiempos Recios) رمانی از ماریو بارگاس یوسا، نویسنده پرویی و برنده جایزه نوبل، است که در سال ۲۰۱۹ منتشر شد و به تاریخ پُر تلاطم گواتمالا در سال‌های دههٔ ۵۰ قرن بیستم را روایت می‌کند. این رمان موفق به دریافت جایزه نهمین دوره جایزه فرانسیسکو اومبرال در سال ۲۰۱۹ شد. ترجمه فارسی این اثر به قلم مهدی سرایی در نشر نیماژ منتشر شده‌است.

## معرفی
روزگار سخت روایت برگزاری دادگاه‌های تفتیش عقاید در تولدو، اسپانیا، در سال ۱۵۵۹ است. در آن دوران اسقف این شهر، بارتولومه کاررانزا، دستگیر شد. همچنین در وایادولید نیز دادگاهی علیه آگوستین دِ کازایا، کشیش کاتولیک، برگزار شد که به اعدامش منجر شد. در همین سال بود که گزارش موسوم به مفتش اعظم فرناندو دِ بالدس منتشر شد، فردی که دستور جمع‌آوری و آتش زدن کتاب‌های ضاله را صادر کرد و خواندن بسیاری از کتاب‌های دینی را ممنوع اعلام کرد، کتاب‌هایی که مورد توجه بانو تِرسا بودند. بارگاس یوسا مدعی است میان دورهٔ زندگی تِرسا با روزگار سختی که گواتمالا در سال‌های دهه ۵۰ قرن بیستم داشته قیاسی انجام داده‌است. طبق گفته بارگاس یوسا، این رمان آمریکای لاتینِ مملو از وحشت، سبعیت و خشونت را به تصویر می‌کشد: جهانی جذاب برای ادبیات اما نه برای دنیای واقعی؛ جهانی آکنده از بی‌عدالتی‌ها.
نام کتاب
عنوان «روزگار سخت» برگرفته از جمله‌ای است که تِرسا دِ خسوس در فصل سی و سوم حسبِ حالش با عنوان زندگینامه «بانو تِرسا دِ خسوس» به کار برده‌است. او در این عبارت می‌گوید: روزگارِ سختی بود.
پیشینه تاریخی
این رمان روایتگر جزئیات پنهان کودتای ۱۹۵۴ در گواتمالاست که به کار دولت خاکوبو آربنز پایان داد و کارلوس کاستیو آرماس را به ریاست جمهوری کشور رساند. یوسا در این اثر با ترکیبی از شخصیت‌های واقعی و خیالی، قدرتِ تبلیغات و توانایی آن در هدایت افکار عمومی و تبدیل دروغ به راست را به تصویر می‌کشد.

## وقایع و شخصیت‌ها
در این رمان از شخصیت‌ها و وقایع متعدد تاریخی صحبت به میان می‌آید. نمونهٔ بارز آن یونایتد فروت شرکت معروفی بود که بهره‌برداری انحصاری از کشتزارهای موز در کشورهای حوزهٔ کارائیب را در قرن بیستم در دست داشت. همچنین ساموئل زموری، مالک یونایتد فروت و ادوارد برنیز، مدیر روابط عمومی شرکت یونایتد فروت و مغز متفکر تبلیغات این شرکت نیز در این رمان تاریخی حضور دارند. همچنین خوان خوزه آرِبالو، رئیس‌جمهور مترقی گواتمالا با افکار چپ که زمینه‌ساز به قدرت رسیدن خاکوبو آربنز شد و کارلوس کاستیو آرماس، مشهور به صورت تبری که رقیب سرسخت خاکوبو آربنز بود و با همدستی ایالات متحدهٔ آمریکا نقطهٔ پایانی بر دولت لیبرالش گذاشت.
در مقدمه ترجمه فارسی این کتاب آمده‌است: زاوالیتا، شخصیت اصلی رمان ماریو بارگاس یوسا، گفتگو در کاتدرال، در آغاز کتاب به‌هنگام خروج از دفتر روزنامهٔ لا کرونیکا، از خود می‌پرسد «دقیقاً در کدام لحظه پرو خود را به گا… داده بود؟» یوسا در این کتاب که بیش از هفتاد شخصیت دارد به حکومت دیکتاتوری مانوئل اودریا و نتایج به‌جامانده از آن در جامعهٔ پرو پرداخته و آثار چنین حکومتی را بر طبقات فرودست و فرادست جامعه به‌تصویر کشیده‌است اما این نویسندهٔ پرویی، با گذشت پنجاه سال از انتشار پیچیده‌ترین اثرش از نوع روایت، در تازه‌ترین اثر خود به نام روزگار سخت که اواخر سال ۲۰۱۹ از نسخهٔ اسپانیایی‌اش رونمایی شد، به روایت فرو غلتیدن آمریکای لاتین در چاه ویل فلاکت می‌پردازد و این سؤال را مطرح می‌کند که دقیقاً در کدام لحظه آمریکای لاتین خود را به گا… داده بود؟